# Planinska urezica
Planinska urezica (alpska urezica, tokasta urezica, koturak, lat. Homogyne alpina), biljna vrsta iz porodice glavočika raširena na području Europe. U Hrvatskoj je jedna je od tri vrste iz roda urezica.

## Podvrste
Postoje dvije podvrste:
1. Homogyne alpina subsp. alpina
2. Homogyne alpina subsp. cantabrica (Losa & P.Monts.) Rivas Mart., T.E.Díaz, Fern.Prieto, Loidi & Penas. raste samo u Španjolskoj.